# Боголюбская, Марианна Сергеевна
Мариа́нна Серге́евна Боголю́бская (13 марта 1919, Иваново — 27 августа 2013, Москва) — советская балерина, солистка Большого театра 40—50 годов XX века, балетный педагог, заслуженная артистка РСФСР (1951).

## Биография
Родилась 13 марта 1919 года в семье профессора зоологии Сергея Николаевича Боголюбского (1885—1976).
В 1937 г. окончила Московское хореографическое училище (педагог Е. П. Гердт).
В 1937—1959 гг. — в Большом театре. Дебютировала в сольной партии Амура в «Дон-Кихоте», будучи студенткой. Умела сочетать диаметрально противоположные образы: например, в балете «Бахчисарайский фонтан» представить и нежную, поэтически мечтательную Марию, и пылкую, мстительную Зарему.
В начале Великой Отечественной войны находилась с театром в Куйбышеве. В 1941 году в составе фронтовых бригад выступала в Севастополе. После возвращения труппы Большого театра в Москву в 1942 году выступила в ролях Одетты-Одиллии в «Лебедином озере» и Царь-девицы в «Коньке-Горбунке» Ц.Пуни. В сезоне 1943—1944 годов на протяжении нескольких месяцев (до марта 1944 года) танцевала основные ведущие партии на сцене Свердловского театра оперы и балета.
С 1966 г. — научный сотрудник НИИ художественного воспитания детей Академии педагогических наук СССР.
Заслуженная артистка РСФСР (27.05.1951).
Была замужем за Михаилом Марковичем Габовичем.
Прах захоронен на Ромашковском кладбище в селе Ромашково (Одинцовский район Московской области).

## Театральные работы
- «Дон Кихот» Л. Минкуса, хореография А. Горского, новая сценическая редакция и режиссура М. Габовича — Амур (1937), Повелительница дриад (1942), Китри (1945)
- «Спящая красавица» П. И. Чайковского, хореография А. Мессерера, А. Чекрыгина, М. Габовича — Фея Кандид (1937), Принцесса Флорина (1952), Фея Сирени (1953)
- «Лебединое озеро» П. И. Чайковского, хореография А. Горского, А. Мессерера — три лебедя (1938), Одетта—Одиллия (1942)
- «Бахчисарайский фонтан» Б. Асафьева, хореография Р. Захарова — Мария (1939), Зарема (1955)
- «Кавказский пленник» Б. Асафьева, хореография Р. Захарова — Черкешенка (1938, первая исполнительница)
- «Шопениана» Ф. Шопена, редакция И. Смольцова — Солистка (1942, первая исполнительница)
- «Конёк-Горбунок» Ц. Пуни, хореография А. Горского — Царь-девица (1942)
- «Раймонда» А. К. Глазунова, хореография М. Петипа, А. Горского, Л. Лавровского — Клеманс (1945, первая исполнительница)
- «Золушка» С. Прокофьева, хореография Р. Захарова — Фея Лето (1945)
- «Медный всадник» Р. Глиэра, хореография Р. Захарова — Царица бала (1951)
- «Сказ о каменном цветке» С. Прокофьева, хореография Л. Лавровского — Алмаз (1954, первая исполнительница)
- «Лауренсия» А. Крейна, хореография В. Чабукиани — Хасинта (1956)
- Опера «Хованщина» М. П. Мусоргского, хореография С. Кореня — Персидка (1956)
- «Тропою грома» К. Караева, хореография К. Сергеева — Служанка (1959, первая исполнительница)
- Народно-характерные танцы в операх

## Награды
- Медаль «За трудовое отличие» (25 мая 1976 года) — за заслуги в развитии советского музыкального и хореографического искусства и в связи с 200-летием Государственного академического Большого театра СССР[1].
- Заслуженная артистка РСФСР (27 мая 1951 года).